# 林柏森
林柏森（1897年—1960年11月8日）廣東省蕉嶺縣藍坊鎮峰口村人。保定軍校九期工兵科及日本炮兵學校畢業。

## 生平
蕉嶺中學畢業後，考入北京清河陸軍第一預備學校，畢業後到邊防軍第3師工兵營入伍。入保定陸軍軍官學校第9期工兵科就讀，1923年畢業。回廣東在鄧仲元第一師工作，不久調入孫中山大本營軍政部講武學校任區隊長，升任國民革命軍第一師少校參謀處長。1925年隨第一師參加東征升任國民革命軍第一軍少將參謀處長、第一集團軍總司令部工兵主任。
1928年，林柏森被保送入日本陸軍炮工學校高等科，1930年畢業回國，受命籌辦中央陸軍工兵學校，1932年8月該校正式成立，任校長，1935年蔣中正兼任校長，林柏森改任教育長，實際主持工兵學校工作長達14年，先後畢業學員、幹部計22萬人，組建35個工兵營及6個獨立工兵團。1935年4月銓敘少將銜，1936年10月5日晉升中將。
1938年2月接替吳和宣任國民政府軍事委員會軍事訓練部工兵監。1946年6月任陸軍總部中將參謀長（至1949年8月）兼後勤總司令部工兵署署長。1946年以軍隊代表出席制憲國大，1949年4月至11月任陸副總司令、總統戰略顧問。1960年11月8日於台北縣病逝。